# Suore francescane dell'adorazione perpetua
Le Suore Francescane dell'Adorazione Perpetua (in inglese Franciscan Sisters of Perpetual Adoration) sono un istituto religioso femminile di diritto pontificio: le suore di questa congregazione pospongono al loro nome la sigla F.S.P.A.

## Storia
La congregazione deriva da quella delle suore Francescane della Penitenza e della Carità di Milwaukee: nel 1871, su invito del vescovo Michael Heiss, madre Antonia Leinfelder Herb trasferì la casa madre della congregazione da Milwaukee a La Crosse, dando inizio a un altro ramo dell'istituto.
Nel 1878 nella comunità di La Crosse fu introdotta la pratica dell'adorazione perpetua del Santissimo Sacramento, donde il titolo della congregazione.
La congregazione, aggregata all'Ordine dei Frati Minori Conventuali, ricevette il pontificio decreto di lode il 28 febbraio 1910.
Nel 1928 le religiose avviarono una missione in Cina, chiusa nel 1948.

## Attività e diffusione
Le suore si dedicano all'istruzione della gioventù, all'assistenza agli ammalati e all'apostolato missionario.
Oltre che negli Stati Uniti d'America, sono presenti in Camerun, Canada, El Salvador, Guam, Messico, Zimbabwe; la sede generalizia è a La Crosse, nel Wisconsin.
Alla fine del 2008 la congregazione contava 322 religiose in 27 case.